# Jean-Jacques Burnel

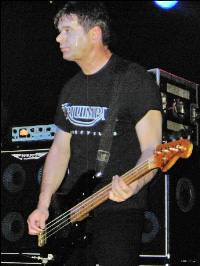
Jean-Jacques Burnel in een 'Triumph' T-shirt, tijdens een optreden met The Stranglers op 18 december 2005

Jean-Jacques Burnel (Londen, 21 februari 1952), ook bekend als J J Burnel, is een Brits-Frans muzikant en songwriter die het meest bekend is geworden als basgitarist van de Britse groep The Stranglers.

## Leven en carrière
Burnel werd geboren in de wijk Notting Hill. Op ongeveer twaalfjarige leeftijd verhuisde hij met zijn ouders naar Godalming in Surrey waarna hij de Royal Grammar School van Guildford bezocht en geschiedenis studeerde aan de University of Bradford. Burnel leerde klassiek gitaar spelen en koos voor de basgitaar nadat hij in 1974 hij lid was geworden van The Stranglers. Hij is ook zanger op een kwart van hun songs.
Hoewel Burnel maar korte tijd in Frankrijk had gewoond, ontving hij een Franse oproep voor het vervullen van zijn dienstplicht. Hij wist deze te ontlopen met een beroep op zijn economische onmisbaarheid als bandlid van The Stranglers.
Burnel speelt bij The Stranglers sinds de oprichting in 1974, maar heeft ook twee solo-albums opgenomen: Euroman Cometh in 1979 en het tussen chansons en Europop zwevende Un Jour Parfait in 1988 (met de single "Le whiskey", een hit in Frankrijk). Daarnaast nam hij met bandlid Dave Greenfield in 1983 het album Fire and Water (Ecoutez Vos Murs) op. Hij heeft ook muziek opgenomen en uitgevoerd voor de anime Gankutsuou (geïnspireerd op De graaf van Monte-Cristo), waaronder het openingsthema "We Were Lovers", en het slotthema "You Won't See Me Coming" dat tevens op de Stranglers-plaat Suite XVI (2006) staat.
Burnel staat bekend om zijn heldere basgeluid en zijn melodische baslijnen. Zijn specifieke stijl is met name te horen op vroege Stranglers-opnamen met producer Martin Rushent, zoals de singles "No More Heroes" (van het gelijknamige album) en "Peaches". In deze periode bespeelde hij een Fender Precision Bass met RotoSound roundwound snaren die hij vlak bij de brug aansloeg met een plectrum, waarna het geluid werd versterkt met Hiwatt buizenversterkers. Later gebruikte hij talloze andere basgitaren.

## Discografie

### Albums
- Euroman Cometh (1979), opnieuw uitgebracht op cd in 1992 en 1998
- Fire and Water (Ecoutez Vos Murs) (1983), met Dave Greenfield
- Un Jour Parfait (1988)

### Singles
- "Freddie Laker (Concorde & Eurobus)" (1979)
- "Girl From the Snow Country" (1981), teruggehaald wegens een meningsverschil met het platenlabel
- "They'll Never Know" (1987), met Simon Gallup en anderen als Fools Dance
- "Le whiskey"

## Trivia
Burnel heeft een zwarte band in karate (in 2014 behaalde hij 7e dan) in de shidōkan-stijl en is UK branch chief of The Shidokan. Verder rijdt hij motorfiets. Hij is eigenaar van diverse Triumphmotorfietsen geweest.